# Charlie Callas
Charlie Callas (Brooklyn, 20 de dezembro de 1924 - Las Vegas, 27 de janeiro de 2011) foi um comediante e ator norte-americano.

## Filmografia
- The Monkees (1966 TV Series)
- The Big Mouth (1967) — Rex
- Switch (1975–1978, TV Series) — Malcolm Argos
- Silent Movie (1976) — Blind Man
- Pete's Dragon (1977) — Elliott the Dragon
- High Anxiety (1977) — Cocker Spaniel
- The Carpenters...Space Encounters (1978) — Ele mesmo
- Legends of the Superheroes (1979, TV Series) — Sinestro
- History of the World, Part I (1981) — Soothsayer
- Rooster (1982, TV Movie) — Francis A. Melville
- Hysterical (1983) — Dracula
- Gallavants (1984) — Azor (voz)
- The Dom DeLuise Show (1987, TV Series) — Charlie
- Amazon Women on the Moon (1987) — Ele mesmo
- Silk Stalkings (1993, TV Series) — El Cid
- Dracula: Dead and Loving It (1995) — Homem em Straitjacket
- Vampire Vixens from Venus (1995) — Bartender
- Crooks (2002) — Sol solzberg
- Horrorween (2010) — Charlie Callas